# Joseph Malta
Joseph Malta (Revere, 27 november 1918 – aldaar, 6 januari 1999) was lid van de Amerikaanse militaire politie en beul van het Amerikaanse leger. Hij werd, samen met John C. Woods, bekend door de terechtstelling van de ter dood veroordeelde kopstukken op het proces van Neurenberg.
In totaal heeft Malta naar eigen schatting zo'n zestig executies uitgevoerd. Over de terechtstelling van de nazikopstukken, waarvoor hij zich vrijwillig beschikbaar had gesteld, zei hij in 1996 dat hij zijn werk met plezier had gedaan en het opnieuw zou doen.
In 1947 verliet Malta het leger om zijn oude beroep, het strippen van vloeren, weer op te pakken.

## Bekende executies
Samen met John C. Woods voerde Malta op 16 oktober 1946 de executies van de ter dood veroordeelde kopstukken op het proces van Neurenberg uit. Deze vonden plaats in de gymzaal van de gevangenis. Ze maakten hierbij gebruik van een strop met standaardlengte. Dit leidde in een aantal gevallen niet tot de gewenste gebroken nek, maar tot een lange en pijnlijke lijdensweg met verstikking als dood. Verder was het valluik te smal, waardoor sommigen hun hoofd tot bloedens toe stootten.
De elf ter dood veroordeelden waren:
- Hans Frank
- Wilhelm Frick
- Hermann Göring
- Alfred Jodl
- Ernst Kaltenbrunner
- Wilhelm Keitel
- Joachim von Ribbentrop
- Alfred Rosenberg
- Fritz Sauckel
- Arthur Seyss-Inquart
- Julius Streicher

Hermann Göring ontliep de executie door in de nacht ervoor zelfmoord te plegen.